# Варандой
Варандой (чечен. Варандой) — чеченский тайп, входящий в тукхум Шуотой. Исторический ареал расселения — левобережье реки Аргун в среднем её течении от р. Сюжа на юге, до южных окраин с. Старые Атаги на севере.
Тайповая гора Варанды-Корт («Ерди-Корта») в хребте Варандойн лам.

## Расселение
В разное время существовали основанные варандоевцами селения Большие и Малые Варанды, Энгелик (Варандойн-КIажо), Дики-юрт, Шахь-Гирийн-Эвла (Чахкери), Сюжа, Сороты, Чишки, Кордон (Пионерское), Лаха-Варанда, Чахкери-Устархан, Якъийнчу и некоторые другие. В настоящее время варандой проживают также большими группами в городах: Грозный, Урус-Мартан, Серноводское; сёлах: Старые Атаги, Гехи, Гойты, Гойчу, Гикало, Пригородное, Чечен-Ауле, Алхан-Кале, Мартан чу и других населённых пунктах.

## История
Варандой впервые упоминаются в исторических документах I тысячелетия. В 1578 году Варандой участвовали в разгроме вторгшегося в Шатойскую котловину казикумухского шамхала Чопана, сына Али-Бека. В сражении у села Варанды шамхал был смертельно ранен стрелой варандоевца и вскоре скончался. В 1658 году представители тайпа, наряду с чантинским и тумсоевским тайпами, прибыли в Москву в качестве посланцев Шибутских земель.

### Предания
Есть различные мнения о происхождении тайпа Варандой. По одной из них Варандой были в числе 20 исконных чеченских тайпов, выгравированных на легендарном медном котле, который хранился в Нашха. Некоторые исследователи указывают на их родство с хевсурами. Существует также легенда о том, что предок варандой прибыл «из-за моря», записанна она от А. Амаева (1882 г.р.). Эту легенду затрагивал и Хасан Бакаев в своей работе «Арц, Арцах и тайп Варандой».

## Состав тайпа
Численность тайпа Варандой оценивается более 20 тысяч человек. В составе тайпа Варандой имеются четыре главных гара (рода): Гунуш-Гар, Ади-Гар, Оси-Гар, Бетир-Гар.
Представители данного тайпа являются носителями гаплогруппы L3 (Шатойский кластер).